# Милияна Даневска
Милияна Б. Даневска (на македонска литературна норма: Милијана Б. Даневска) е политик от Северна Македония.

## Биография
Родена е през 1960 година в град Битоля. През 1983 година завършва Юридическия факултет на Битолския университет, а през 1994 и магистратура. Две години по-късно става доктор в Юридическия факултет на Скопския университет. От 1998 до 1999 година е министър на търговията на Република Македония, а от 1999 до 2002 година е министър на развойната дейност. Член е на Македонското научно дружство - Битоля.